# Biz Ice
Biz Ice de son vrai nom Grace Jaurès Malela est un rappeur et chanteur d'afrobeat congolais. Il est notamment le fondateur du studio Katioka Records et du label Violence Musique qui produit plusieurs autres jeunes artistes évoluant dans la musique urbaine.

## Carrière
Biz Ice débute dans la musique proprement dite en 2008 avec la sortie de quelques chansons[Lesquelles ?]. Il crée ensuite le studio Katioka Records et le label  Violence Musique [Quand ?] spécialisés dans la production des jeunes musiciens qui évoluent en République du Congo.
En 2013, il sort l'album « Zua Nga Bien vol II » et un peu plus tard le clip « Rap Toko-Toko » qui connait un vrai succès.
Il est présent au Festival panafricain de musique. Biz Ice collabore ensuite avec Mbilia Bel, en participant à son album Panthéon et en réalisant ensemble une tournée africaine.
Le 1er mars 2014, il présente au cours d'un concert à l'Institut français du Congo son clip « Tolembi » qui signifie en français « Nous sommes fatigués » éveillant la conscience des politiciens de son pays.
La même année, il participe à la célébration des 20 ans d'existence de l'émission Couleurs Tropicales sur la Radio France internationale au côté des artistes comme Youssoupha.
En 2018, il fait partie des 10 finalistes de Prix découvertes RFI grâce à ses clips Mal à l'aise et Parler pour parler.
Le 10 avril 2021  Biz Ice tient une conférence de presse où il annonce la sortie de son premiere album « Synergie » produit par le label Violence Music. Un album de 19 titres qui dans l'ensemble est porteur d'espoir. 
De nombreux artistes sont invités parmi, le prix Rfi Découvertes 2020, Wayé dans le titre « Bisso Ndé»

## Un court détour par le gospel
En 2022, il officialise sa conversion au christianisme et décide de prendre une nouvelle direction artistique. Sur un rythme drill gospel le rappeur signe le 2 avril 2022  le singe Pardon Yawé 

## Discographie
- 2014 : Kota Pona.
- 2016 : Tala Ngaï.
- 2017 : Tout ça on connait.
- 2017 : On va faire ça comme ça.
- 2017 : Parler pour parler.
- 2018 : Mal à l'aise.
- 2019 : Sala boyé[6].